# 946
Năm 946 là một năm trong lịch Julius.

## Mất
- Lưu Hú